# Monte Arunzo e Monte Arezzo
Monte Arunzo e Monte Arezzo este o arie protejată (arie specială de conservare — SAC, sit de importanță comunitară — SCI) din Italia întinsă pe o suprafață de 1.696 ha, integral pe uscat.

## Localizare
Centrul sitului Monte Arunzo e Monte Arezzo este situat la coordonatele 42°00′11″N 13°20′15″E / 42.003056°N 13.3375°E.

## Înființare
Situl Monte Arunzo e Monte Arezzo a fost declarat sit de importanță comunitară în iunie 1995 pentru a proteja 14 specii de animale. Situl a fost protejat și ca arie specială de conservare în decembrie 2018.

## Biodiversitate
Situată în ecoregiunea mediteraneană, aria protejată conține 5 habitate naturale: Pante stâncoase calcaroase cu vegetație casmofită, Pajiști uscate seminaturale și facies de acoperire cu tufișuri pe substraturi calcaroase (Festuco-Brometalia) (* situri importante pentru orhidee), Păduri de stejar alb estice, Formațiuni de Juniperus communis pe lande sau pajiști calcaroase, Pajiști carstice calcaroase sau bazofile, de Alysso-Sedion albi.
La baza desemnării sitului se află mai multe specii protejate:
- păsări (8): caprimulg (Caprimulgus europaeus), corb (Corvus corax), presură de grădină (Emberiza hortulana), Falco biarmicus, șoim călător (Falco peregrinus), vulturul pleșuv sur (Gyps fulvus), sfrâncioc roșiatic (Lanius collurio), mierlă de piatră (Monticola saxatilis)
- mamifere (4): lupul (Canis lupus), liliacul mediteranean cu potcoavă (Rhinolophus euryale), liliacul mare cu potcoavă (Rhinolophus ferrumequinum), liliacul mic cu potcoavă (Rhinolophus hipposideros)
- nevertebrate (1): Euplagia quadripunctaria
- reptile (1): șarpele cu patru dungi (Elaphe quatuorlineata)

Pe lângă speciile protejate, pe teritoriul sitului au mai fost identificate 3 specii de plante, 2 specii de mamifere.